# 美國空軍第327航空師
第327航空師（英語：327th Air Division，簡稱）是美國空軍一個存在於冷戰時代的師級單位，成立到撤廢期間均屬於美國太平洋空軍的第十三航空隊管轄。327航空師在1957年於關島的安德森空軍基地創隊，負責防衛馬里亞納群島空域，1960年即遭裁編，1966年後又在台灣重組而成，並於台北的公館建立師部，駐台期間不僅作為駐台美軍空軍部隊的主體，還負責指揮美國空軍派遣到台灣的單位、與中華民國空軍合作維持台灣的防空，並且時常舉辦聯合演習。327航空師師長為美國空軍在台高階指揮官，於陸海空共組的美軍協防台灣司令部和美軍顧問團中都擔任空軍部門的領導職位，全師人數約占駐台美軍總人數的70%。全師直至1976年因為美軍逐漸減少駐台人數而宣告解散。

## 歷史

### 關島時期
第327航空師建立於1957年6月22日，並於同年7月1日在安德森空軍基地轉為現役部隊，負責執行關島、塞班島、天寧島等馬里亞納群島島嶼的空防任務，因此將第852航空管制警報中隊（852d Aircraft Control and Warning Squadron）及第41戰鬥機攔截中隊（今第41飛行訓練中隊）納為其下轄單位。人員受訓方面，第327航空師之下的部隊與美國海軍航空部隊一起受訓、並參加多場軍事演習。
1957年7月1日起，第327航空師取代關島上的第七航空隊、並接替其職務，因為該航空隊在當日為了因應美國太平洋空軍的成立而裁編。1960年3月8日，第327航空師也遭到解散。

### 台灣時期

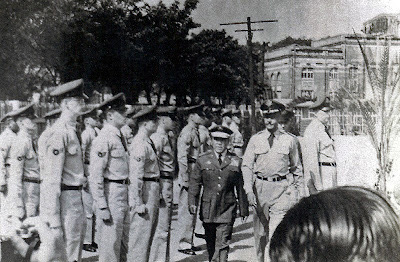
1956年4月4日，駐台美軍第13航空特遣隊（Air Task Force Thirteen (Provisional)；ATF 13 (P)）啟用台北通訊站（Taipei Air Station）作為總部，指揮官小班傑明·戴維斯准將與空軍總司令王叔銘上將出席了啟用儀式，兩人共同校閱美軍部隊

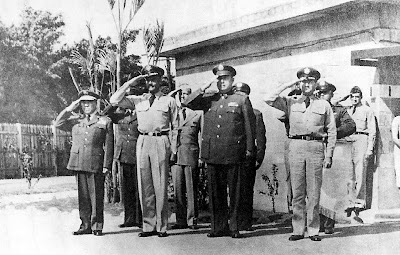
1956年4月4日，駐台美軍第13航空特遣隊（Air Task Force Thirteen (Provisional)；ATF 13 (P)）啟用台北通訊站（Taipei Air Station）作為總部，指揮官小班傑明·戴維斯准將與空軍總司令王叔銘上將出席了啟用儀式

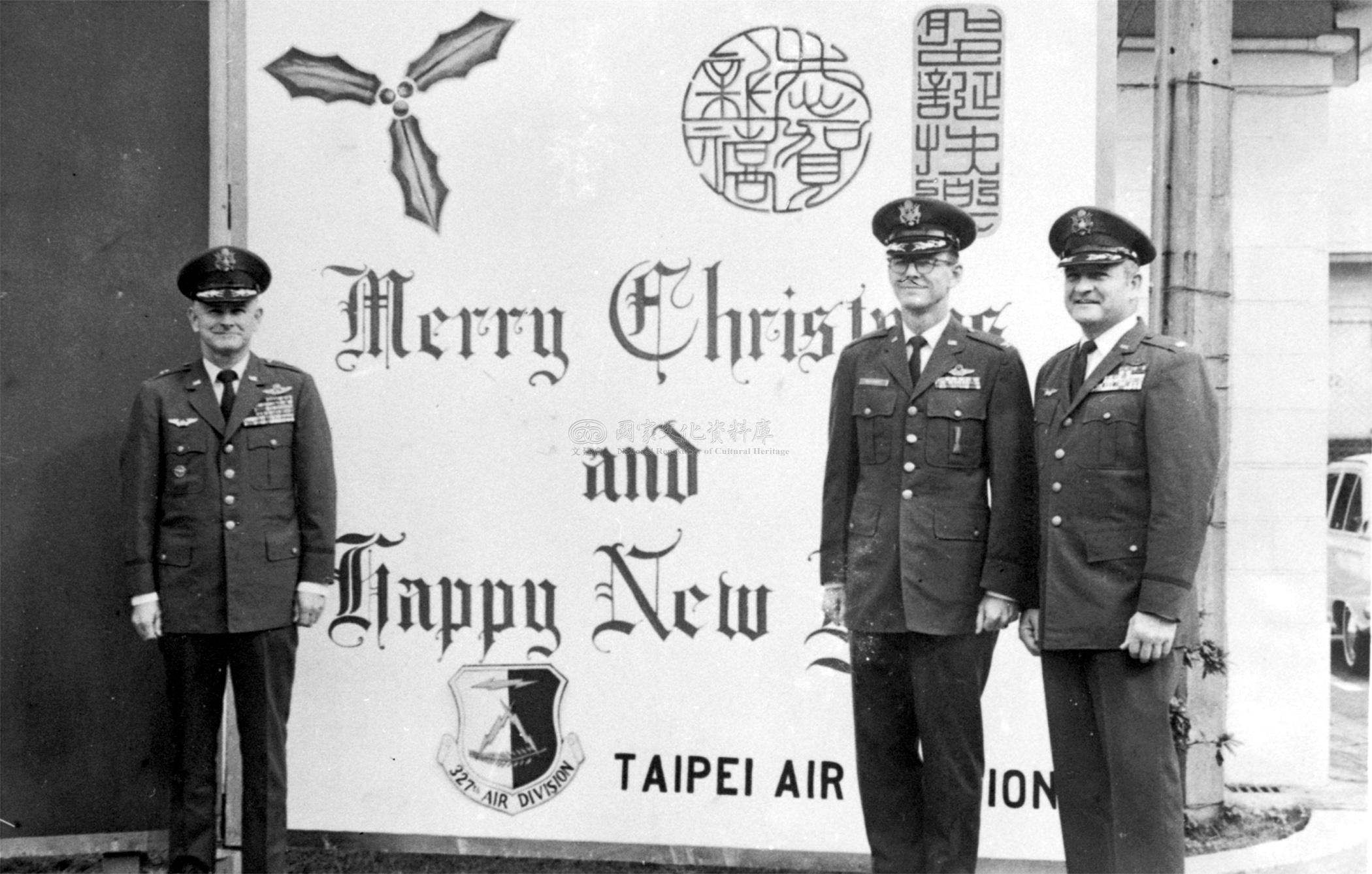
駐台美空軍327航空師長羅斯准將（左）、第2165通信大隊指揮官馬基尼上校（中）、第6213空軍基地中隊長古萊格中校（右）等一行，站在公館台北通訊站門口一幅巨型耶誕卡前合照，攝於1971年12月20日。

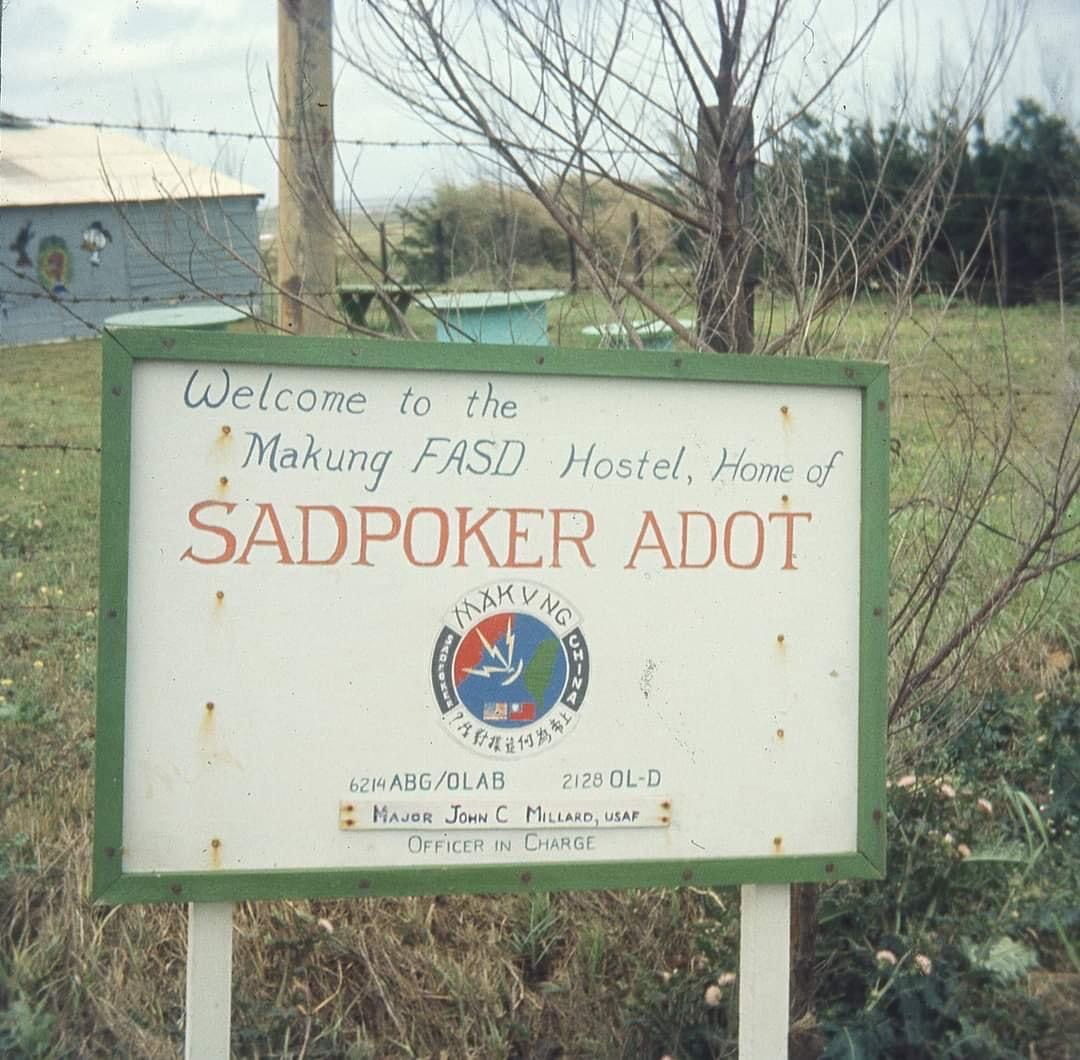
澎湖馬公的拱北山雷達站告示牌，時任中隊長為約翰·C·米勒德少校，攝於1974年。

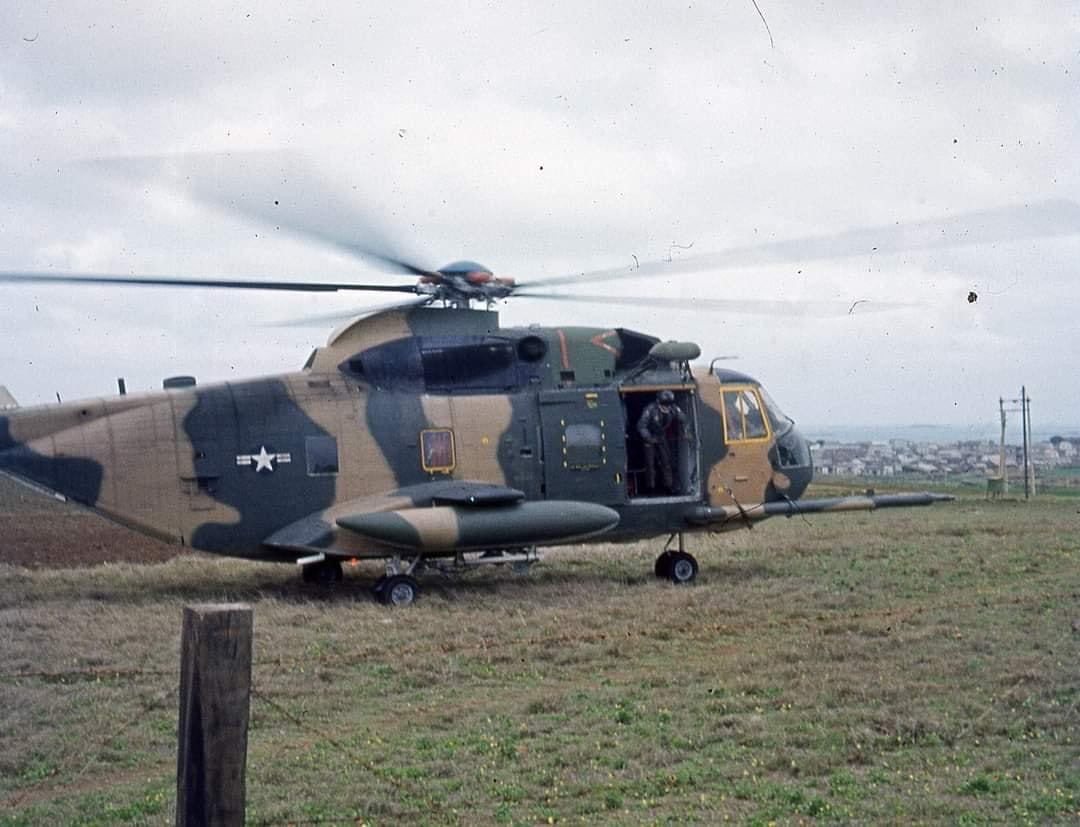
美國空軍一架HH-53B快樂綠巨人直升機於馬公拱北山雷達站準備起飛，攝於1974年。

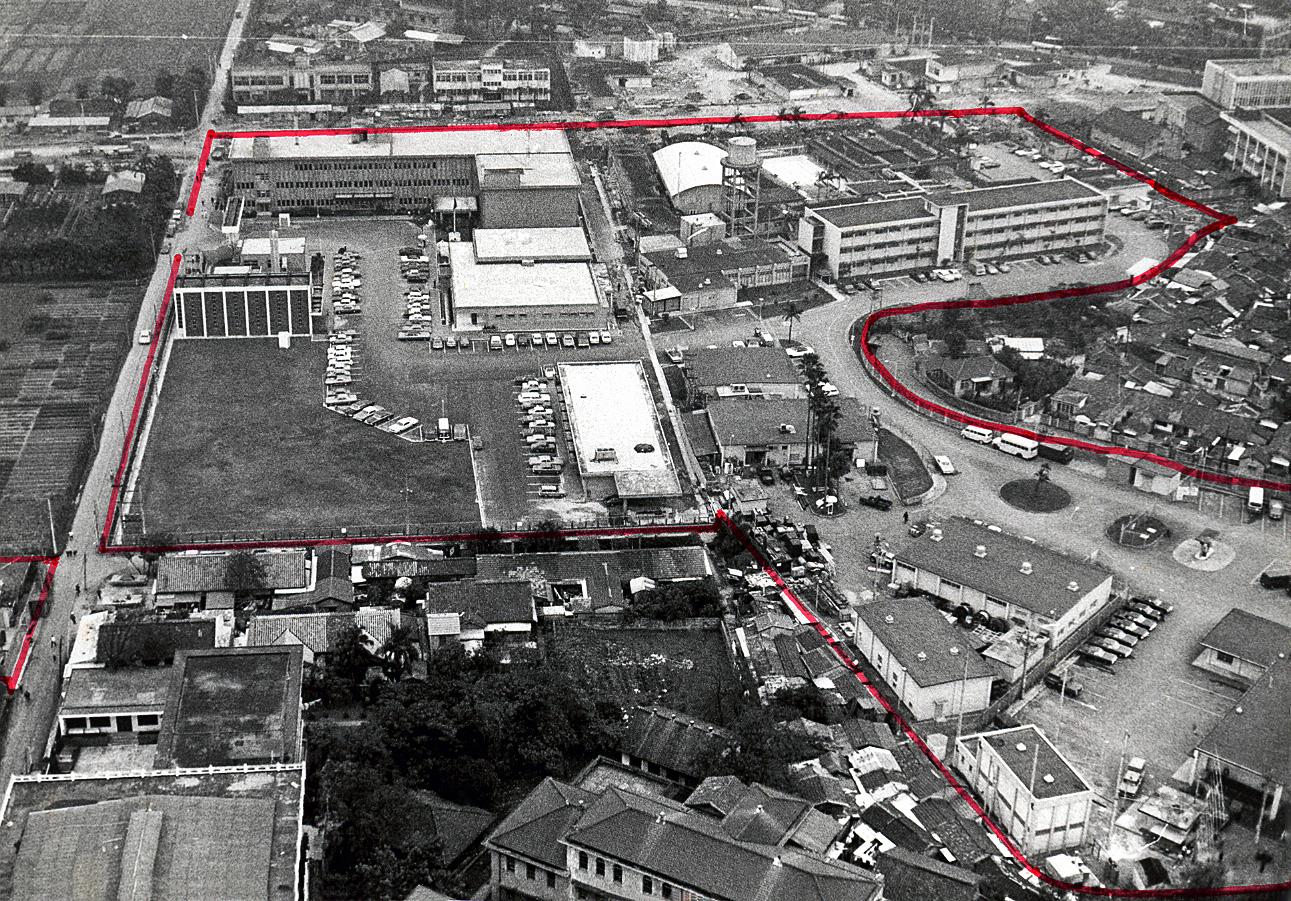
第327航空師師部：台北通訊站（紅線所框處），攝於1975年。

1966年2月8日，第327航空師於台北公館一帶、國立台灣大學校區旁的台北通訊站[註1]重新編成。新的327航空師是由1955年創立的第13臨時航空特遣隊（Air Task Force 13 (Provisional)）改編而成，該特遣隊附屬於美軍協防台灣司令部，由美國空軍首位非裔將領、時任第十三航空隊副司令的戴維斯准將擔任創隊時的隊長。當327航空師取代第13臨時特遣隊後，構成了美國空軍在台部隊的主體，師長軍階由關島時期的上校晉升為准將，轄下基地除了台北通訊站外，尚有台中清泉崗空軍基地和嘉義空軍基地及台南空軍基地，在本島偏遠地區的雷達站和澎湖、金門、馬祖三個外島也有駐紮人員:p62。
327航空師在台時期的任務是替美國空軍駐於台灣地區的單位履行勤務支援的職責；依第十三航空隊司令的指示、在後勤或行政上支援美軍或美國政府駐台機構；與中華民國空軍進行空中行動、作戰合作；維護空中運輸能力以提供美軍太平洋司令部單位所需的戰區內空運行動:p145。航空師的師長尚另兼三職，一為美軍台灣空防區司令（Commander, Taiwan Air Defense sector）、二為美軍顧問團空軍顧問組長（Chief, Air Force Section, MAAG）、三為美軍協防台灣司令部中的空軍部隊司令（Air Component Commander for USTDC）。師長身為空防區指揮，需負責太平洋陸地地域防空:p145；身為美軍在台灣的首席空軍顧問，則得領導駐在中華民國空軍總部內的空軍顧問組，對上直屬於美軍顧問團團長:p146。
327航空師駐台期間，曾參與美軍的平常時期空偵計畫（Peacetime Aerial Reconnaissance Program），包括一次名為「乞丐看守行動」（Beggar Watch）的海軍P-3A反潛機海監空巡任務（Ocean Surveillance Air Patrol）:p138，以偵察解放軍潛艦的活動情況。此外，還曾投入老鷹（Eagle）、雲雀（Lark）和藍天（Blue Sky）等美國及中華民國兩國空軍共同舉辦的聯合演習。
1972年，由於中共與美國簽訂了《上海公報》，導致美軍逐漸由台灣撤軍，最終目的為全部撤出駐台美軍並且關閉所有基地。
1976年1月7日，第327航空師撤銷編制，剩餘駐清泉崗基地的美軍改編制為第6217空軍基地中隊（6217th Air Base Squadron）。

## 組織

### 師部架構
第327航空師師部駐在台北期間，除了師長和副師長外，尚由數個參謀機構（Staff Agencies）組成。1969年時，327師師部共包含了如下機構：
- 禮賓局（Protocol）：負責禮節相關的勤務，例如替訪台、離台的美軍將領、美國政府要員安排行程，並在其於基地停留期間準備所需的設施[9]:p20-21。
- 行政室（Administrative Services）：協調師部的行政業務與流程、並遵循既存指令來監督師部各單位的活動[9]:p21。
- 情報組（Section of Intelligence）：下屬科室（Division）包括目標情報科、情報評估科和作戰情報科。組長負責向師長和上級機構匯報情資，例如敵軍的可能行動跡象、或是關於敵軍空中及地面潛勢武力的資訊[9]:p21。
- 物資處（Directorate of Materiel）：本處負責管理空軍用機的維修、後勤、採購、供給等業務，也為台澎金馬各地的美國空軍單位提供運輸支援[9]:p21。
- 作戰處（Directorate of Operations）：下轄企劃科、特戰科和空中作戰中心。處長的職責除了協調處內各科業務、與中華民國空軍進行防空事務合作外，還要在軍演舉辦之際協助師長處理演習作戰管制[9]:p21。
- 人事處（Directorate of Personnel）：負責人事事務的規劃、協調和評估，當師長需要對人員派遣做出適切的處理時，人事處也會上繳特定人員的資料[9]:p21。
- 安全處（Directorate of Safety）：負責替空軍的各種安全程序研發所需計畫和策略，也提供單兵飛行安全、地勤安全等教導項目。其他業務還包括每月舉行飛安會議、準備事故報告、紀錄書與統計數據，發行安全調查或文宣等[9]:p21-22。
- 保安憲兵處（Directorate of Security Police）：為美國空軍保安憲兵（今空軍保安部隊）單位，處長負責領導師內執法勤務、基地防禦、機密情資保護、美國空軍在台財產守衛，以及327航空師其他的保安事務，此外，保安憲兵也時常於各空軍基地附近執行城鎮巡邏（Twon Patrol）勤務，以協助維持治安。[9]:p22。
- 資訊處（Directorate of Information）：負責管理各類公開資料、軍內資料、歷史文獻等，處長兼任美國空軍駐中華民國發言人、台北通訊站資訊官[9]:p22。
- 軍法處（Staff Judge Advocate）：本處的任務是替師長和參謀官提供法律顧問或意見，也提供特定人員法律協助，工作項目包含進行軍法裁判、透過提訴擔任美國政府的辯方或對立控方、審視軍中的採購等業務是否合法[9]:p22。
- 審計處（Comptroller Directorate）：本處由預算科和管理分析科組成，負責向師長呈送預算、財務報告，也監督台灣中、南部各支下級駐派部隊的審計事務[9]:p22-23。

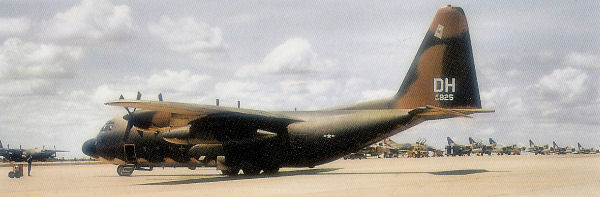
327航空師的374戰術空運聯隊在台中清泉崗空軍基地部署的C-130E運輸機

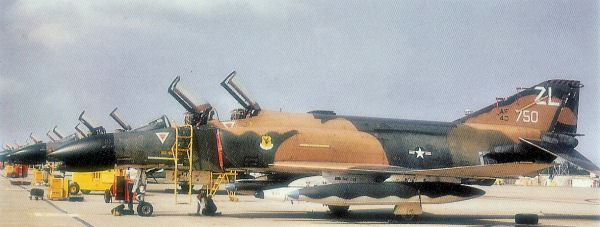
美國空軍第18聯隊美國空軍第44戰鬥機中隊派駐清泉崗的F-4C戰鬥機，攝於1973年10月2日，清泉崗基地大坪整備區

第327航空師在關島時期主要的下屬單位為第41戰機攔截聯隊（41st Fighter Interceptor Wing，1957年10月1日－1960年5月8日）。1966年在台重建、成為台灣境內美國空軍各單位的指揮部隊後，下轄了清泉崗的6217戰鬥支援大隊、嘉義的6215支援中隊、台南的6214戰鬥支援大隊（後改為6214基地大隊）、第2128通訊中隊（2128th Communications Squadron）駐紮於澎湖馬公拱北山雷達站，裝備AN/SPS-90預警雷達，負責監控中國東南沿海的軍機動態，中隊長為少校編制，和台北通訊站的6213支援中隊（後改為6213基地中隊並遷至台南:p60），除了上述單位外，第314戰術空運聯隊（1966年2月8日－1968年11月1日）亦曾附編於327航空師旁，第405戰機聯隊（今第405空中遠征聯隊）的分遣一隊（Detachment One）也於此時期派在台灣。1968年1月，第4220空中加油中隊（4220 Air Refueling Squadron）進駐清泉崗:p146，同基地內的314戰術空運聯隊則在同年11月1日正式劃為327航空師所屬單位，進而使得全師的任務範圍更加擴大。1969年6月，405戰機聯隊在台南空軍基地新建了分遣二隊:p146。1971年5月31日起，第374戰術空運聯隊派駐至清泉崗，成為327航空師下的新單位，直至1973年11月15日為止。
1972年11月6日，第18戰術戰鬥機聯隊派遣了兩個中隊至清泉崗基地，分別是第44戰術戰鬥機中隊及第67戰術戰鬥機中隊，使用F-4戰鬥機，主要任務為負責台灣的空防安全，也成為327航空師的下屬單位，直到1975年5月31日該聯隊撤回嘉手納基地為止。
327航空師運作時期，少數不受其管轄的美國空軍在台單位包括第6987保安大隊（6987th Security Group），該部隊駐於台北西部的樹林口通訊站（Shu Linkou Air Station，今新北市林口區內），隸屬於美國空軍安全勤務處、執行通訊任務:p62。

## 從屬部隊

### 直屬
- 第13航空隊（Thirteenth Air Force）：1957年7月1日–1960年3月8日，1966年2月8日–1976年1月7日

### 單位
聯隊（Wing）
- 第314部隊運輸聯隊（314th Troop Carrier Wing）（1967年8月1日起改名為第314戰術空運聯隊，314th Tactical Airlift Wing）：1966年1月22日–1971年5月31日

清泉崗空軍基地
- 第374戰術空運聯隊（374th Tactical Airlift Wing）：1971年5月31日–1973年11月16日

清泉崗空軍基地
大隊（Group）
- 第6214戰鬥支援大隊（6214th Combat Support Group）（1974年7月31日起改名為第6214空軍基地大隊，6214th Air Base Group）：1966年2月8日–1974年12月1日[12][13]

台南空軍基地
- 第6217戰鬥支援大隊（6217th Combat Support Group）：1966年2月8日–1968年5月31日[12][14]

清泉崗空軍基地
- 第6217戰鬥支援大隊（6217th Combat Support Group）（1974年9月1日起改名為第6217戰術大隊，6217th Tactical Group）：1973年11月15日–1975年5月31日[15][16][17]

清泉崗空軍基地
中隊（Squadron）
- 第41戰鬥-攔截機中隊（41st Fighter-Interceptor Squadron）：1957年10月1日–1960年3月8日

安德森空軍基地
- 第510戰術戰鬥機中隊（510th Tactical Fighter Squadron）：1965年11月–1967年8月

台南空軍基地
- 第523戰術戰鬥機中隊（523d Tactical Fighter Squadron）：1966年2月8日–1973年8月31日

台南空軍基地
- 第90戰術戰鬥機中隊（90th Tactical Fighter Squadron）：1973年8月31日–1974年7月31日

清泉崗空軍基地
- 第4220空中加油中隊（4220th Air Refueling Squadron）：1968年1月22日-1972年10月

清泉崗空軍基地
- 第44戰術戰鬥機中隊（44th Tactical Fighter Squadron）：1972年11月6日–1975年4月10日

清泉崗空軍基地
- 第67戰術戰鬥機中隊（67th Tactical Fighter Squadron）：1972年11月6日–1975年5月31日

清泉崗空軍基地
- 第6213支援中隊（6213th Support Squadron）（後改為第6213空軍基地中隊，6213th Air Base Squadron）：1966年2月8日–1976年1月7日[18]

台北通訊站
松山空軍基地
- 第6214保安憲兵中隊（6214th Security Police Squadron）：1966年2月8日–1975年5月31日

台南空軍基地
- 第6214空軍基地中隊（6214th Air Base Squadron）：1974年12月1日–1975年5月31日[19]

台南空軍基地
- 第6215支援中隊（6215th Support Squadron）：1966年2月8日–1976年1月7日

馬公基地，嘉義空軍基地
- 第6217保安憲兵中隊（6217th Security Police Squadron）：1966年2月8日–1976年1月7日，1976年1月7日-1979年4月30日

清泉崗空軍基地
- 第6217空軍基地中隊（6217th Air Base Squadron）：1975年5月31日–1976年1月7日，1976年1月7日–1979年4月30日[20]

清泉崗空軍基地
- 第2165通信中隊（2165th Communications Squadron）

台北通訊站
- 第2128通信中隊（2128th Communications Squadron）

澎湖馬公拱北山雷達站
- 第2129通信中隊（2129th Communications Squadron）1969年3月1日–1976年1月7日

苗栗通霄外埔雷達站、清泉崗空軍基地
其他
- 第6205戰術控制小隊（6205th Tactical Control Flight）：1971年9月30日–1972年6月30日
- 台北美國空軍藥局（USAF Dispensary, Taipei）（後為台北美國空軍診所，USAF Clinic, Taipe）：1971年5月17日–1973年4月1日

## 歷屆師長
| 姓名                | 階級 | 上任日        | 離任日        | 備註 |
| ------------------- | ---- | ------------- | ------------- | --- |
| 關島時期            |      |               |               | |
| 卡麥隆 （William R. Cameron）         | 上校 | 1957年7月1日  | 1957年8月4日  | [ 2 ] |
| 曼恩 （Glen E. W. Mann Jr.）           | 中校 | 1957年8月4日  | 1957年9月27日 | [ 2 ] |
| 梅耶 （Charles R. Meyer）           | 上校 | 1957年9月27日 | 1959年8月3日  | [ 2 ] |
| 史洛康 （Charles D. Slocumb Jr.）         | 上校 | 1959年8月3日  | 1960年3月8日  | [ 2 ] |
| 台灣時期            |      |               |               | |
| 威爾遜 （Thomas N. Wilson）         | 准將 | 1966年2月8日  | 1966年7月21日 | [ 2 ] [ 21 ] |
| 桑巴赫 （John O. Sandbach）（臨時） | 上校 | 1966年7月21日 | 1966年7月25日 | [ 2 ] |
| 皮茨 （William F. Pitts）           | 准將 | 1966年7月25日 | 1967年11月6日 | [ 2 ] |
| 蔡斯 （）           | 准將 | 1967年11月6日 | 1969年7月14日 | [ 2 ] |
| 薛爾斯 （Dewitt R. Searles）         | 准將 | 1969年7月14日 | 1971年6月7日  | 任內升為少將並獲頒特種領綬雲麾勳章 |
| 羅斯 （Donald H. Ross）           | 准將 | 1971年6月7日  | 1973年5月23日 | 先前擔任駐日美軍第347聯隊指揮官 1971年6月7日調來台灣 1973年5月23日離台時為少將                                                                               |
| 克拉克 （）         | 准將 | 1973年5月28日 | 1975年8月15日 | 先前於愛達荷州芒廷霍姆空軍基地擔任第366戰術戰鬥機聯隊長 1973年5月28日調來台灣 1975年8月15日離台 後調往琉球嘉手納空軍基地 任第313航空師與第18戰術戰鬥機聯隊長 |
| 米切拉 （Donald A. Michela）         | 上校 | 1975年8月15日 | 1976年1月7日  | [ 2 ] |